# Walter Crum
Walter Crum (1796-1867) est un chimiste et homme d'affaires écossais.

## Biographie
Il est né à Glasgow, deuxième fils d'Alexander Crum de Thornliebank, marchand là-bas, et de Jane, la fille aînée de Walter Ewing Maclae. Il est le frère ainé de l'homme politique Humphrey Ewing Crum-Ewing,,,. Sa sœur Margaret Fisher Crum est la seconde épouse de John Brown et est la mère d'Alexander Crum Brown.

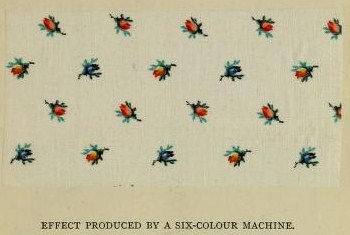
Impression calicot de Walter Crum & Co.

Walter Crum étudie à l'Université de Strathclyde sous la direction de Thomas Graham. Il travaille ensuite pour James Thomson pendant deux ans avant de se lancer dans le même métier, l'impression de calicot, à son propre compte. Il dirige l'entreprise familiale existante de Thornliebank, déjà un employeur important, vers la teinture, notamment avec du Rouge d'Andrinople.
Crum achète le domaine Birkenshaw (plus tard Rouken Glen Park). Il est l'un des premiers collectionneurs de photographies. Il devient membre de la Royal Society en 1844.

## Famille
Crum épouse Jessie, fille de William Graham et ont :
- Alexander Crum, qui épouse Margaret Stewart (Nina), fille aînée d'Alexander Ewing[10] et est le père de Walter Ewing Crum[11].
- William Graham Crum, qui épouse Jean, la plus jeune fille de John McLeod Campbell, en 1868[12]. Il vend le domaine Rouken Glen à Archibald Corbett (en) en 1904, qui le cède aux habitants de Glasgow[13]. Imprimeur de calicot, il vit quelque temps à Mere Old Hall près de Knutsford, Cheshire[14] où est né son fils John Macleod Campbell Crum, et plus tard à Broxton Old Hall, également dans le Cheshire[15].
- Elisabeth Graham Crum, qui épouse William Houldsworth (en)[16].
- Margaret Crum qui épouse William Thomson physicien et ingénieur, plus tard 1er baron Kelvin[17].
- Walter Ewing Crum, marchand à Liverpool, épouse Sara Margaret Tinne en 1873 et meurt en Inde en 1882[18].
- Mary Gray et Jessie[19].